# Mathieu Molé
Pour les articles homonymes, voir Mathieu Molé (1584-1656) et Mole.
Mathieu Louis de Molé, comte Molé, né le 24 janvier 1781 à Paris et mort le 23 novembre 1855 à Épinay-Champlâtreux, est un homme d'État français. Il est ministre de la Justice sous l'Empire, de la Marine et des Colonies sous la Restauration, des Affaires étrangères et président du Conseil, de 1836 à 1839, sous la monarchie de Juillet.

## Biographie

### Jeunesse et vie familiale
Louis-Mathieu Molé, fils d'Édouard-François Molé, est issu d'une très ancienne famille de la magistrature parisienne, le plus célèbre de la lignée étant Mathieu Molé (1584-1656) qui incarne pendant la Fronde l'autorité du pouvoir judiciaire. Sa mère, Marie-Louise de Lamoignon, appartient aussi à une famille illustre de la magistrature, les Lamoignon. 
Descendant du financier Samuel Bernard, la famille possède une des grandes fortunes du temps, un bel hôtel particulier à Paris (aujourd'hui 246 faubourg Saint-Germain), le château de Champlâtreux au nord de Paris et celui de Méry, près d'Auvers-sur-Oise.
La Révolution va profondément marquer Mathieu Molé. En avril 1791, les Molé émigrent, mais reviennent en janvier 1792 après la loi du 9 novembre 1791 prévoyant que les émigrés non rentrés en France seront passibles de la peine de mort et leurs biens séquestrés. Après la journée du 10 août 1792, le père de Mathieu est arrêté et emmené à la prison de l'Abbaye. Le 2 septembre, les massacres commencent. Un domestique fidèle parvient à obtenir de justesse sa libération pendant les massacres. En octobre, il est arrêté de nouveau avec sa femme. Mathieu, à douze ans, va se débattre auprès du comité révolutionnaire de son quartier pour essayer de sauver ses parents de l'échafaud. Il obtient leur élargissement, à condition d'être surveillés chez eux par quatre gardiens que les Molé doivent payer. En janvier 1794, sous la Terreur, son père est à nouveau arrêté, guillotiné le 20 avril, leur maison mise sous scellés. Mathieu, à treize ans, se retrouve sans argent et sans logement avec la charge de sa mère, à demi-paralysée par une attaque, et de ses deux sœurs. Ils sont sauvés par le 9 thermidor qui met fin à la Terreur et se réfugient au château de Méry dont ils retrouvent la disposition. Ces souvenirs ne s'effaceront jamais de l'esprit de l'enfant.
Mme Molé, qui ne se remet pas de la mort de son mari, se retire de la société en 1803, allant fonder à Vannes la congrégation des sœurs de la Charité de Saint-Louis. Avant sa retraite, elle précipite le mariage de ses enfants.

### Mariage et descendance
Mathieu n'a que dix-sept ans quand il épouse, le 18 août 1798 à Méry-sur-Oise, Caroline Lalive de La Briche (Paris, 25 mai 1781 - Paris, 10 juin 1845), fille de feu Alexis Lalive de La Briche et d'Adélaide Prévost. Fille unique, elle est héritière d'une grosse fortune, dont le beau château du Marais près de Saint-Chéron, où chaque année de mai à octobre, sa mère prend ses quartiers d’été, recevant une brillante société parisienne, et d'un hôtel particulier à Paris, rue de la Ville-l'Évêque.  
Ce mariage hâtif sera malheureux. Dès la fin de l'hiver 1798-1799, Mathieu prend conscience que son épouse n'est pas la compagne qu'il attendait et que le genre de vie de sa belle-famille ne lui convient pas. Le couple a deux filles : 
- Clotilde Molé (Paris, 10 mai 1810 - Château du Marais, Val Saint-Germain, 26 novembre 1872), mariée avec Fernand de La Ferté-Meun, marquis de La Ferté-Meun (Paris, 1805 - Paris 7e, 8 décembre 1884), sans postérité ;
- Élisabeth Molé (Paris, 26 septembre 1812 - Paris, 15 avril 1832), mariée à Paris le 18 août 1830  avec Hubert de La Ferté-Meun, (frère de Fernand) député de la Nièvre (Paris, 22 septembre 1806 - château de La Rochemillay, 4 septembre 1898). Dont une fille unique : 
  - Clotilde de La Ferté-Meun (château de Champlâtreux, 23 septembre 1831 - ibid, 20 septembre 1913), mariée le 3 mai 1851 avec Jules-Charles-Victurnien de Noailles (1826-1895), 4e duc d'Ayen puis 7e duc de Noailles. Dont postérité.

### Sous l'Empire
Il a vingt-six ans lorsqu'il débute en littérature par ses Essais de morale et de politique (1806), qui eurent deux éditions dont la seconde fut accompagnée d'une vie de Mathieu Molé (1584-1656), Premier président du parlement de Paris sous la Fronde et ancêtre de l'auteur. Cet ouvrage, qui renferme un éloge outré des institutions impériales, est diversement jugé. Fontanes, avec qui Molé s'était lié dans le salon de Mme de Beaumont, où il avait également rencontré Chateaubriand et Joubert, le traite avec beaucoup de bienveillance dans le Journal de l'Empire et présente le jeune écrivain à Napoléon Ier.
Molé connaît une ascension exceptionnellement rapide : il est nommé auditeur au Conseil d'État (18 février 1806) avant d'y être admis comme maître des requêtes (juin 1806). Rapporteur au Conseil d'État de la loi d'exception que l'Empereur voulait édicter à l'encontre des Juifs, Molé trouve le projet incompatible avec les principes égalitaires de la Révolution française et préconise une reconnaissance officielle de la religion juive, à la suite de quoi l'Empereur le nomme commissaire impérial au Sanhédrin israélite. Il est ensuite préfet de la Côte-d'Or (novembre 1806-1809), conseiller d'État (1809), directeur général des Ponts et Chaussées et des Mines (1809-1813), comte de l'Empire (29 décembre 1809) et commandeur de l'ordre de la Réunion.
Molé est détesté de ses subordonnés, qui lui reprochaient sa morgue, et souvent décrié pour son ignorance des questions techniques et son manque d'expérience administrative, mais il jouit de la faveur de l'Empereur. Le 12 novembre 1813, il est chargé de proposer au Sénat d'attribuer à l'Empereur, par un sénatus-consulte, la nomination du président du Corps législatif sans présentation de candidat. 
Le 20 novembre 1813, il succède à Régnier, duc de Massa, dans les fonctions de grand juge, ministre de la Justice, qu'il exerce jusqu'au 2 avril 1814. Avec les autres ministres, il accompagne l'impératrice Marie-Louise à Blois en avril 1814.

### Sous les deux Restaurations
Il se tint à l'écart de la vie publique sous la Première Restauration, et ce n'est que comme membre du conseil municipal de Paris qu'il signe, quelques jours avant le 20 mars 1815, l'adresse présentée au roi Louis XVIII, dans laquelle se trouvait la phrase : « Que nous veut cet étranger pour souiller notre sol de son odieuse présence ? »
Napoléon ne lui en tient pas rigueur et, sous les Cent-Jours, il retrouve sa place au Conseil d'État ainsi que ses fonctions de directeur général des Ponts et Chaussées, ayant prudemment refusé les portefeuilles de la Justice, de l'Intérieur ou des Affaires étrangères que lui offrait l'Empereur pour se contenter de ce poste peu compromettant. Il refuse de signer la déclaration du Conseil d'État du 25 mai 1815 contre les Bourbons, ce dont, vivement blâmé par Napoléon, il s'excuse en faisant valoir « qu'il n'avait pas cru pouvoir s'associer à un manifeste contenant ce blasphème politique : que Napoléon tenait sa couronne du vœu et du choix du peuple français ». Napoléon le nomme pair de France le 2 juin 1815, mais Molé part pour les eaux de Plombières, écrit de là pour s'excuser de ne pas siéger et attend la suite des événements.
Revenu à Paris après Waterloo, il proteste auprès de Louis XVIII de son « inaltérable fidélité », conserve son fauteuil au Conseil d'État et est renommé directeur général des Ponts et Chaussées et des Mines (9 juillet 1815 – 17 septembre 1817) ainsi qu'à la Chambre des pairs (17 août 1815). 
Dans le procès du maréchal Ney, il vote pour la peine de mort. Certains biographes affirment cependant qu'il usa ensuite de son influence pour soustraire d'autres victimes à la Terreur blanche.
Le maréchal de Gouvion Saint-Cyr étant passé du ministère de la Marine à celui de la Guerre, le comte Molé est nommé ministre de la Marine et des Colonies le 12 septembre 1817. Il conserve ce portefeuille jusqu'au 28 décembre 1818. Il est notamment chargé de présenter à la Chambre des pairs, dans la session de 1818, le projet de loi sur la liberté de la presse. Il quitte le pouvoir avec le duc de Richelieu, lors de la dislocation partielle du cabinet consécutive aux élections de La Fayette, Manuel et Benjamin Constant. Il siège dès lors à la Chambre des pairs avec les royalistes constitutionnels et combat plusieurs fois à la tribune les opinions des ultras. Ainsi, à la séance du 28 mars 1826, il parle le premier contre le rétablissement du droit d'aînesse, invoquant les intérêts moraux de la famille et les intérêts financiers de l'État.

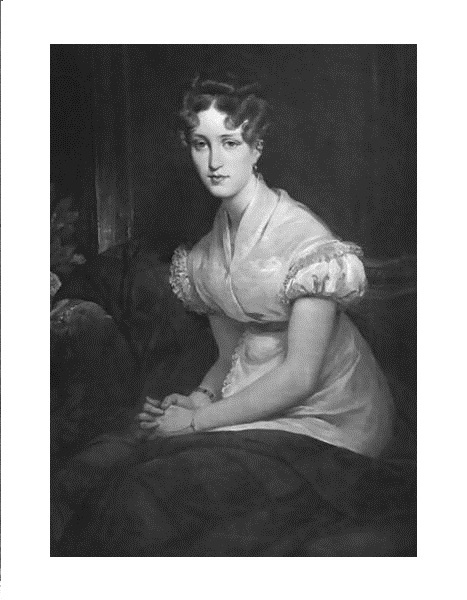
Cordélia de Castellane.

En 1815, à 34 ans, il rencontre Cordélia de Castellane (1796-1847) qui en a 21, fille du banquier Louis Greffulhe, épouse du futur maréchal de France le comte Boniface de Castellane (1788-1862), connue pour sa beauté et son esprit. Molé l'a dépeinte ainsi dans ses Mémoires : « Tout son charme venait de son âme et pourtant rien n'égalait la pureté de ses traits ; son front était celui d'un ange, ses yeux bleus et un peu couverts, son nez noble et régulier comme sa bouche, ses dents admirables, son menton un peu avancé, son teint pâle et d'une extrême finesse, ses cheveux d'un blond que je n'ai vu qu'à elle... Tous ses mouvements étaient gracieux, mais de cette grâce idéale et véritable qui serait celle d'une statue antique qui sortirait du repos. Elle avait de longs yeux bleus, héritage de sa mère... » C'est le coup de foudre. Il devient son amant en 1816 mais elle rompt brusquement sans explications en 1817. Ils renouent en 1821 mais, en septembre 1823, Cordélia entame une liaison passionnée avec François-René de Chateaubriand, quinquagénaire, alors ministre des Affaires étrangères, l'ancien ami de Molé devenu son adversaire politique et revenu au premier plan après l'assassinat du duc de Berry et le triomphe des ultras. Cette liaison va prendre fin vers mars 1824 et Molé, séparé de fait de son épouse, va vivre à partir de 1827 de façon quasi-officielle (le mari, allant de garnison en garnison, s'accommode très bien de la situation) avec Cordélia qui s'est installée dans un modeste hôtel particulier, rue de la Ferme-des-Mathurins, où elle élève ses quatre enfants. « Sa relation avec Molé », écrit Charles de Rémusat, « était devenue le grand intérêt de son existence; c'était son occupation, son amusement et son orgueil ». Elle y tient un salon qui devient politique en 1836 avec le ministère de Molé. Pasquier, Broglie, Duchâtel, Rémusat, Guizot s'y rendent, mais l'on trouve aussi Mérimée et Sainte-Beuve. Peu de femmes, dont la plus remarquable est la duchesse de Talleyrand. Le duc de Broglie écrit dans ses Mémoires : « La littérature y faisait à propos diversion à la politique. Mme de Castellane, très réellement instruite, en avait le goût et M. Molé  n'oubliait jamais qu'il était de l'Académie ». 
Cordélia de Castellane a été le grand amour de Molé, malgré les trahisons et les ruptures. À sa mort, le  8 avril 1847, il écrit : « Depuis  la fin de l'année 1827 où la Providence me rendit celle que dix ans auparavant je croyais avoir perdue, je suis devenu, sous son influence, plus religieux, plus scrupuleux, meilleur, […] Maintenant qu'elle est au tombeau, mon cœur est déchiré, ma vie brisée, ma vieillesse sans consolation et sans espoir. »

### Sous la monarchie de Juillet
Après la révolution de 1830, le comte Molé est appelé dès le 11 août 1830, sur la suggestion du duc de Broglie, au ministère des Affaires étrangères dans le premier ministère du règne de Louis-Philippe Ier. Sans expérience de la diplomatie, mais grand seigneur, doué des manières de la fonction et partisan de la paix, il travaille à faire reconnaître le nouveau régime par les puissances étrangères. Il adopte, non sans hésitation, le principe pacifique, cher à Louis-Philippe, de non-intervention. Mais, en raison de son impopularité et de différends avec ses collègues, il n'est pas maintenu dans le ministère Laffitte le 2 novembre 1830.
Lorsque le duc de Broglie démissionne du ministère des Affaires étrangères le 1er avril 1834, Thiers suggère au roi de faire appel à Molé pour lui succéder, mais Guizot, qui se jugeait affaibli par le départ de son ami du ministère et considérait que l'entrée de Molé au gouvernement l'affaiblirait encore davantage, s'y oppose, ce dont Molé lui voulut beaucoup.
Chargé de former un nouveau cabinet le 6 septembre 1836, il reprend le portefeuille des Affaires étrangères avec la présidence du Conseil, et reste en place jusqu'au 30 mars 1839. Au premier rang des difficultés dont Thiers lui laissait l'héritage, il trouve la question suisse et l'affaire Conseil. Persuadé qu'il n'y avait rien de vrai dans la mission d'espionnage attribuée à Conseil, et que les protestations de la diète helvétique contre le rôle de la France et de son roi n'étaient qu'une trame ourdie par les réfugiés pour perdre l'ambassadeur français, Molé n'hésite pas à interrompre toute relation diplomatique avec la Suisse, et la querelle se trouve apaisée presque aussitôt, la Suisse n'ayant pas persisté dans ses réclamations.
Le complot de Louis-Napoléon Bonaparte et les attentats sans cesse renouvelés contre la vie du roi viennent bientôt susciter de nouvelles difficultés au ministère, dont l'un des premiers actes avait été l'élargissement des anciens ministres de Charles X.
Molé eut enfin à lutter contre la coalition formée pour le renverser et animée par Thiers et par Guizot. En 1837, Thiers engage la lutte au sujet de l'Espagne : il s'efforce de montrer que le rôle du président du Conseil à l'égard de ce pays n'avait ni éclat, ni grandeur ; que les destins de la monarchie constitutionnelle en France étaient liés au maintien du trône d'Isabelle II en Espagne, contre les menées absolutistes de don Carlos ; et que l'alliance de la France avec le Royaume-Uni lui commandait d'intervenir dans la péninsule Ibérique. Molé oppose à ces considérations l'élasticité des termes dans lesquels le traité de quadruple alliance était rédigé, les inconvénients d'une politique d'aventures et les hésitations que son rival avait montrées, sur cette même affaire espagnole, lorsque lui-même était aux affaires. Cette argumentation emporte la conviction de la Chambre et permet au cabinet de passer cette première escarmouche.
À la suite du procès des associés de Louis-Napoléon Bonaparte dans sa tentative de soulèvement de Strasbourg, Molé imagine tout d'abord de faire accorder au ministère le droit d'éloigner de Paris tout individu dangereux, mais doit, non sans humeur, abandonner ce projet sur les instances de Duvergier de Hauranne ; il présente alors trois projets de loi : le premier, dit « de disjonction », prévoyait que lorsque les crimes prévus par certaines dispositions déterminées auraient été commis conjointement par des civils et des militaires, les premiers seraient jugés normalement par la cour d'assises, mais que les seconds seraient traduits devant le conseil de guerre ; le second établissait un bagne à l'île Bourbon pour recevoir les déportés politiques ; le troisième menaçait de la réclusion quiconque ne révélerait pas un complot formé contre la vie du roi dont il aurait eu connaissance. Dans le même temps, le gouvernement présente un projet de loi d'apanage pour le duc de Nemours, ainsi que deux autres tendant l'un à augmenter d'un million le revenu du duc d'Orléans et l'autre à constituer une dot d'un million au profit de la princesse Louise, devenue reine des Belges.
La loi de disjonction suscite une vive opposition parlementaire. Dupin aîné l'attaque avec une verve mordante, qu'appuient Delespaul, de Golbery et Nicod. Lamartine défend le projet, mais Chamaraule, Parant, Moreau (de la Meurthe), Persil, Chaix d'Est-Ange et Berryer le combattent. En définitive, la loi est repoussée par 211 voix contre 209.
Pourtant, le cabinet tient bon et la loi d'apanage est présentée. Celle-ci ne suscite d'abord pas de difficulté dans les bureaux de la Chambre, mais provoque une tempête lorsqu'elle est connue du public. Cormenin rédige un de ces pamphlets venimeux dont il s'était fait la spécialité. Cette crise amène la chute du premier ministère Molé.
Après plusieurs semaines de crise ministérielle, qui montrent l'impossibilité de mettre sur pied une combinaison de rechange, Molé est chargé de se succéder à lui-même en constituant un nouveau cabinet qui prend ses fonctions le 15 avril 1837. Le gouvernement est contraint de retirer le projet d'apanage du duc de Nemours mais obtient, dès le 22 avril, l'adoption de ceux concernant la dotation du duc d'Orléans et la dot de la reine des Belges. Molé négocie également le mariage du duc d'Orléans avec la princesse Hélène de Mecklembourg-Schwerin.

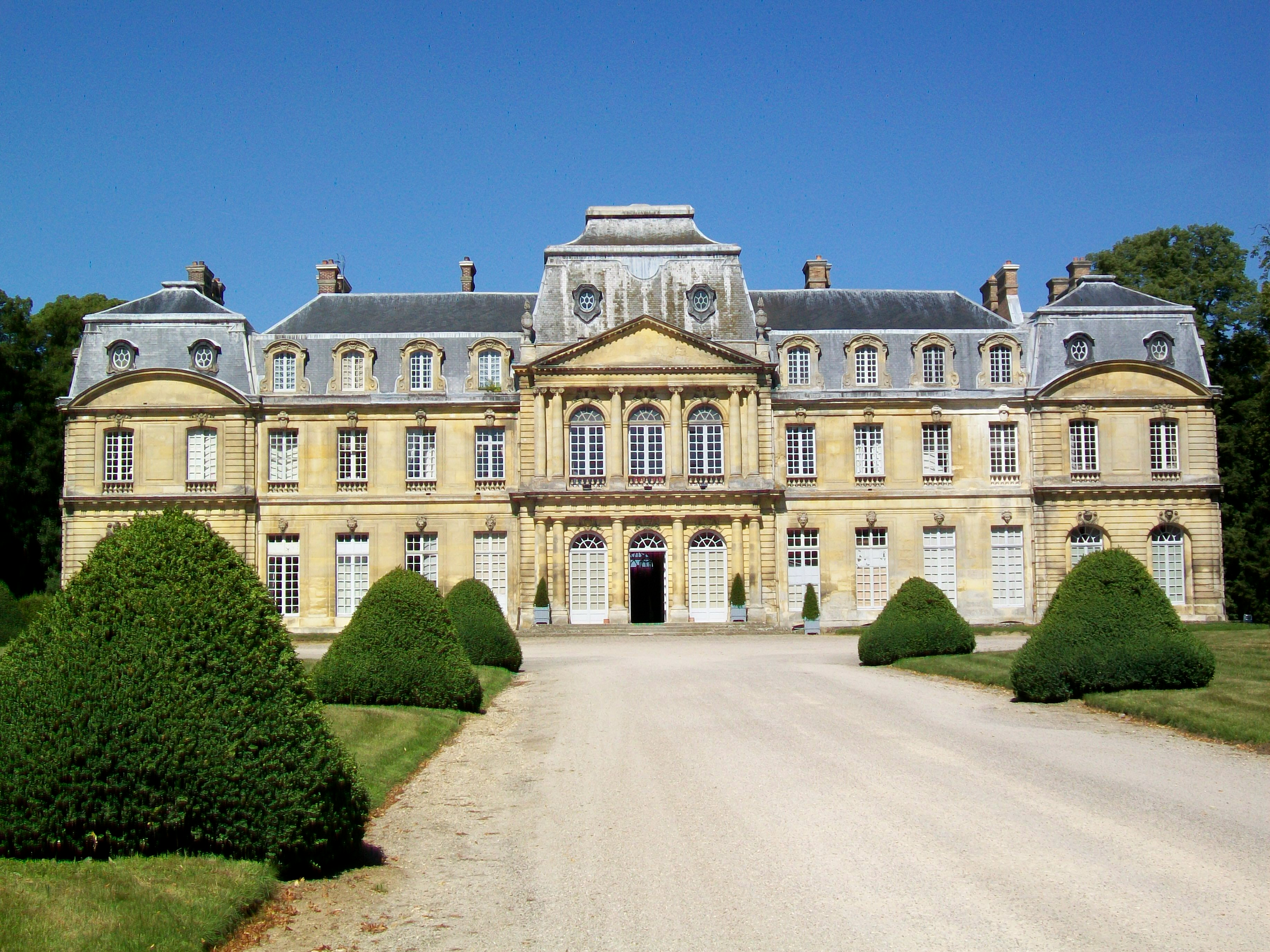
Le château de famille de Champlâtreux.

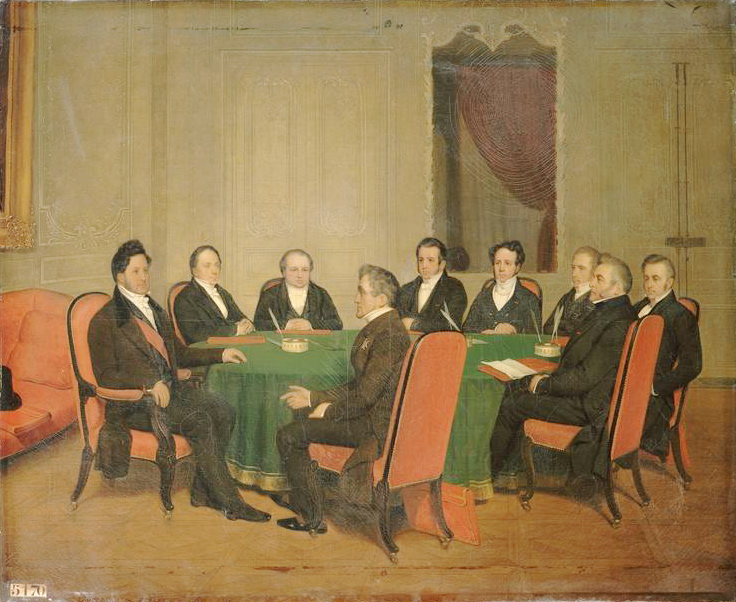
Conseil des ministres, présidé par Louis-Philippe, le 3 août 1838, et tenu au château de Champlâtreux, chez le comte Molé président du Conseil.

Jugeant sa majorité insuffisamment solide, Molé obtient de Louis-Philippe, le 30 octobre 1837, la dissolution de la Chambre des députés. Mais les élections du 24 novembre ne répondent pas à ses vœux. La discussion de l'adresse de la chambre nouvelle remet sur le tapis l'exécution du traité de la quadruple alliance et amène de nouveaux débats entre Molé et Thiers. Les diverses oppositions redoublent d'ardeur contre le cabinet : une polémique engagée dans la presse les décide à se concerter pour le renverser.
Louis-Philippe, qui avait de l'amitié, et même de la tendresse pour Molé, l'exhorte à tenir bon, le réconfortant constamment. En août 1838, il lui fait l'honneur insigne de se rendre chez lui au château de Champlâtreux et d'y présider un conseil des ministres. La scène est immortalisée par un tableau d'Ary Scheffer que le roi offrit à son chef de gouvernement.
La coalition emploie toute l'année 1838 à préparer son offensive pour la session de 1839. La discussion de l'adresse donne lieu à un combat acharné opposant surtout Molé à Guizot. Cette lutte grandit singulièrement le président du Conseil dont la défense étonne à la fois ses adversaires et ses amis. 
Molé parvient à faire amender le projet d'adresse préparé par la coalition mais, le jour même du vote (8 mars), il remet sa démission au roi. Le ministère se retire le 30 mars 1839 lorsque fut connu le résultat des nouvelles élections législatives, qui lui étaient défavorables.
Molé s'éloigne dès lors du premier plan de la vie politique. Il est élu à l'Académie française le 20 février 1840.
En 1844, Adolphe Crémieux ayant fait voter par la Chambre qu'« aucun membre du parlement ne pourra[it] être adjudicateur ou administrateur dans les compagnies de chemins de fer auxquelles des concessions seraient accordées », Molé, qui était président du conseil d'administration de la Compagnie de l'Est, se trouve visé : « Je leur jetterai au nez tous les chemins de fer passés, présents et futurs », écrivit-il à Barante.
Son nom est plusieurs fois mis en avant dans plusieurs crises et, en février 1848, Louis-Philippe le charge, mais en vain, de former un cabinet pour tenter de sauver la monarchie de Juillet.

### Sous la Deuxième République

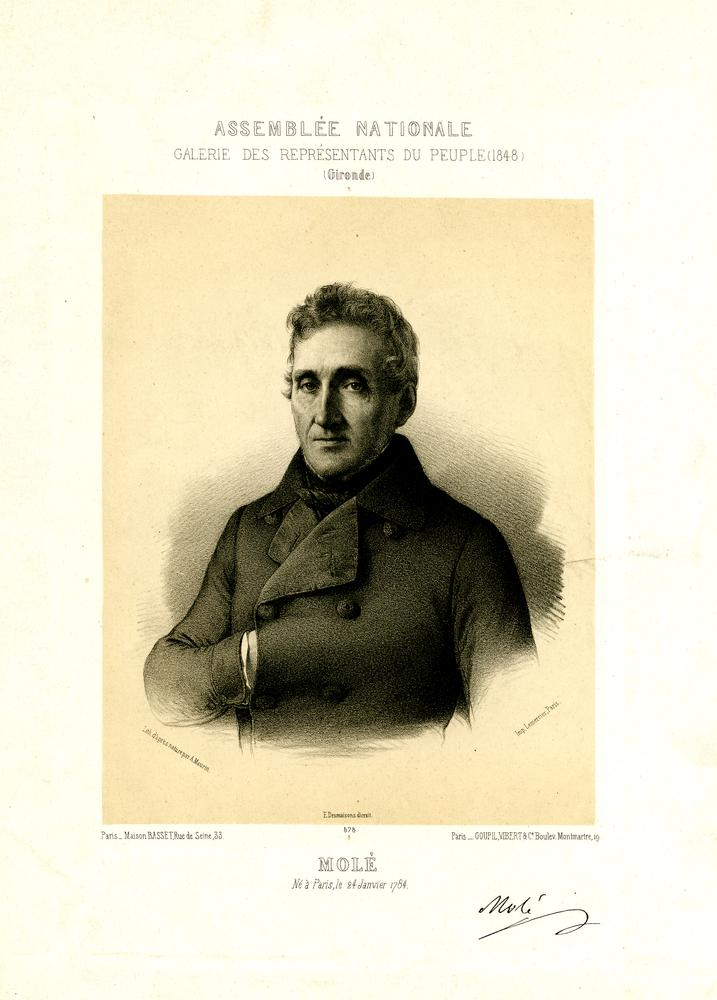
Molé, député à l'Assemblée nationale, en 1848

Après la révolution de 1848, le comte Molé est porté candidat à l'Assemblée constituante par les « anciens partis » dans le département de la Gironde en remplacement de Lamartine qui avait opté pour la Seine. 
Élu député de la Gironde le 17 septembre 1848, il siège dans les rangs de la droite, dont il était l'un des chefs. Sans prendre souvent la parole, il n'en a pas moins d'influence. Il vote contre l'amendement Grévy sur la présidence de la République, contre le droit au travail, pour l'ensemble de la Constitution, pour la proposition Rateau, contre l'amnistie, pour l'interdiction des clubs, pour les crédits de l'expédition de Rome, contre la demande de mise en accusation du président et de ses ministres.
En vue de l'élection présidentielle du 10 décembre 1848, il favorise ouvertement la candidature du général Cavaignac : « Il a sauvé la nation, qui ne pourra jamais l'oublier », déclare t-il à la tribune le 26 octobre. 
Rallié ensuite au gouvernement de Louis-Napoléon Bonaparte, il est élu à l'Assemblée législative le 13 mai 1849 par le département de la Gironde. Il soutient toutes les mesures qui signalent l'accord du pouvoir exécutif et de la majorité : il appuie l'expédition de Rome, la loi Falloux sur l'enseignement, est membre de la commission des dix-sept qui prépare la loi du 31 mai sur le suffrage universel, mais se sépare du prince-président quand la politique de l'Élysée devient contraire aux intérêts monarchiques. 
Il se prononce contre le coup d'État du 2 décembre 1851 et fait partie des représentants qui se réunissent à la mairie du Xe arrondissement de Paris pour élever une protestation.

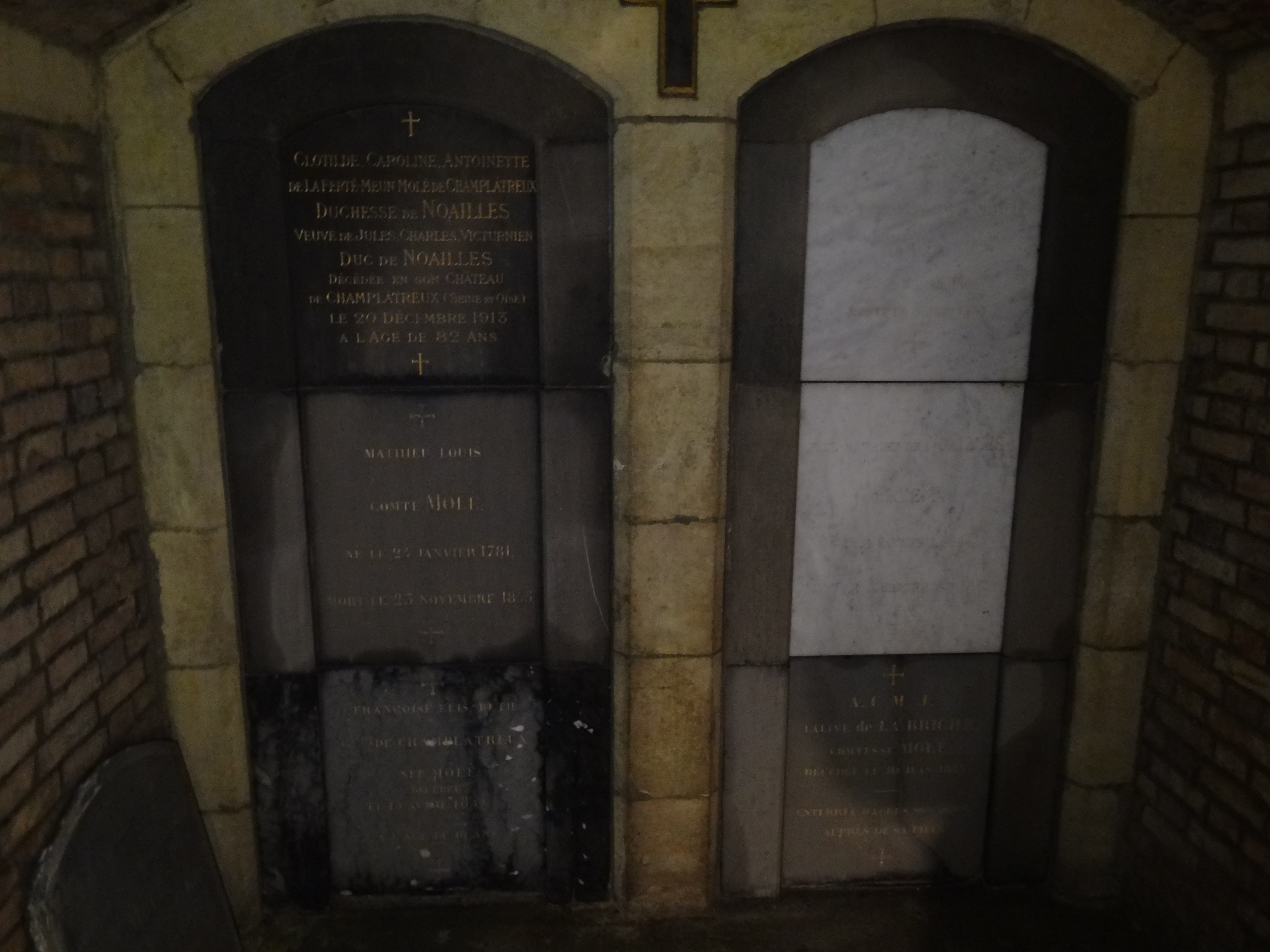
La tombe de Mathieu Molé dans la crypte de l'église Saint-Eutrope d'Épinay-Champlâtreux (Val-d'Oise).

Rentré dans la vie privée, il meurt d'une attaque d'apoplexie le 23 novembre 1855 dans son château de Champlâtreux. Il est inhumé dans le caveau familial sous la nef de l'église Saint-Eutrope d'Épinay-Champlâtreux.
Le comte Molé avait été conseiller général de Seine-et-Oise.

### Distinctions
- Ordre de la Légion d'honneur :
  - Chevalier (1809) ;
  - Officier (1812) ;
  - Grand-croix (17 octobre 1837).
- Ordre de la Réunion :
  - Commandeur (1813).

### Membre de l'Académie française
Élu au 34e fauteuil de l'Académie française le 20 février 1840 (par 30 voix sur 31), il y succède à Mgr Hyacinthe Louis de Quelen, archevêque de Paris, le même jour où Victor Hugo échoue contre Flourens. Il est reçu le 30 décembre suivant par André Dupin. 
En 1841, il appuie la nouvelle candidature et l'élection de Victor Hugo.
Molé fut chargé du discours de réception d'Alexis de Tocqueville (21 avril 1842), de celui de Ludovic Vitet (1845) et aussi de celui d'Alfred de Vigny (29 janvier 1846) qui fut d'une rare cruauté à l'égard des œuvres, des conceptions littéraires et des jugements politiques du poète…
En 1856, il a pour successeur l'historien et homme politique Alfred de Falloux.

### Jugements
« Il fit une carrière de larbin politique, plat comme une limande devant ses maîtres et gonflé d'une venimeuse vanité pour ses subordonnés. À sa décharge, il faut dire que ses ancêtres avaient, dans l'ensemble, fait preuve d'un caractère comparable sous l'Ancien Régime. » (Alfred Fierro, André Palluel-Guillard, Jean Tulard, Histoire et dictionnaire du Consulat et de l'Empire, Paris, Robert Laffont, coll. Bouquins, 1995, p. 959 -  (ISBN 2-221-05858-5))
« Un jugement droit, une élocution sans relief, mais suffisante et sobre, beaucoup de tenue, de la présence d'esprit et du sang-froid, de l'habileté dans le maniement des hommes, tout ce que donne l'habitude des grandes relations, l'expérience des affaires, une politique apprise à l'école de l'Empire, et par conséquent le goût du despotisme, mais avec cela une facilité singulière à se plier au joug des circonstances, peu d'élévation dans les vues, nulle hardiesse dans l'exécution, un amour-propre inquiet et trop aisément irritable : voilà ce que M. Molé avait apporté aux affaires en qualités et en défauts. » (cité par le Dictionnaire des parlementaires français)

### Portrait
Son portrait par Ingres, le portrait du comte Louis-Mathieu Molé, est aujourd'hui au Musée du Louvre.

## Armoiries
| Figure | Blasonnement |
| ------ | --- |
|        | Armes du comte Molé et de l'Empire (institution de majorat attaché au titre de comte de l'Empire, accordée par lettres patentes du 29 septembre 1809, à Schœnbrunn) Écartelé au premier et quatrième de gueules au chevron d'or, accompagné en chef de deux étoiles d'or et en pointe d'un croissant de même ; et au second et troisième d'argent au lion de sable armé et lampassé d'or ; le franc-quartier des comtes conseillers d'État brochant sur le premier au neuvième de l'écu,. - Livrées : les couleurs de l'écu. |
|        | Armes du comte Molé, pair de France (membre de la Chambre des pairs : 2 juin 1815, 17 août 1815, comte-pair héréditaire le 31 août 1817 sans majorat) Écartelé, aux 1 et 4, de gueules au chevron d'or, accompagné en chef de deux étoiles aussi d'or et en pointe d'un croissant d'argent (Molé) ; aux 2 et 3 d'argent à un lion de sable armé et lampassé d'or (Mesgrigny),. |

### Sources
- Alfred Fierro, André Palluel-Guillard et Jean Tulard, Histoire et dictionnaire du Consulat et de l'Empire, Paris, éd. Robert Laffont, coll. « Bouquins », 1995 [détail des éditions] (ISBN 2-221-05858-5), p. 959.
- « Molé (Mathieu-Louis, comte) », dans Adolphe Robert et Gaston Cougny, Dictionnaire des parlementaires français, Edgar Bourloton, 1889-1891 [détail de l’édition] [texte sur Sycomore].
- Jacques-Alain de Sédouy, Le Comte Molé ou la séduction du pouvoir, Perrin, 1994, 270 pages avec cahier d'illustrations.
- « Cote LH/1898/8 », base Léonore, ministère français de la Culture.